# セッポ・トイヴォネン
セッポ・リスト・ユハニ・トイヴォネン（フィンランド語: Seppo Risto Juhani Toivonen、1957年7月24日 - ）は、フィンランドの陸軍軍人。最終階級は陸軍中将。

## 経歴
1957年7月24日、ピルカンマー県カンガサラに生まれた。
1976年にカンガサラの高校を卒業し、1980年には陸軍士官学校を卒業した。2014年に中将へ昇進。同年7月1日よりライモ・ユヴァスヤルヴィ中将の跡を継ぎ、フィンランド陸軍最高司令官に就任した。
2009年から2010年まで人道支援のためコソボに赴くなど、国際的な活動にも従事している。
2017年7月31日をもって予備役編入となり、陸軍最高司令官はペトリ・フルッコ少将に引き継がれた。